# 高橋洋 (環境政策学者)
高橋洋（たかはし ひろし、1969年 - ）は日本の政治社会学者。専門は行政学、再生可能エネルギー政策、電力改革、地球温暖化対策など。

## 来歴
東京大学法学部第3類（政治コース）卒業。1993年 ソニー（株）入社。1999年5月 タフツ大学法律外交大学院修了。2000年8月 内閣官房IT担当室主幹。2007年 東京大学大学院工学系研究科博士課程修了。同年4月 東京大学先端科学技術研究センター特任教授。2009年6月 富士通総研経済研究所主任研究員。2012年8月15日 内閣府参与としてエネルギー・環境戦略を取りまとめる国家戦略室への助言を行う役割を担った。2015年4月 都留文科大学文学部社会学科教授。2018年4月 都留文科大学教養学部地域社会学科教授。2023年4月 法政大学社会学部社会政策科学科教授。

## 略歴
- 1993年3月：東京大学法学部第3類（政治コース）卒業。
- 1993年4月：ソニー（株）入社（〜2004年3月）。
- 1999年5月：タフツ大学法律外交大学院修了。
- 2000年8月：内閣官房IT担当室主幹（〜2003年1月）。
- 2007年3月：東京大学大学院工学系研究科博士課程修了。
- 2007年4月：東京大学先端科学技術研究センター特任教授（〜2009年3月）。
- 2009年6月：富士通総研経済研究所主任研究員（〜2015年3月）。
- 2011年10月：経済産業省総合資源エネルギー調査会基本問題委員会委員（〜2012年9月）。
- 2012年2月：経済産業省総合資源エネルギー調査会電力システム改革専門委員会専門委員（〜2013年2月）。
- 2012年2月：大阪府・大阪市特別参与（〜2014年3月）。
- 2012年8月：内閣府参与（〜2012年11月）。
- 2014年10月：農林水産省今後の農山漁村における再生可能エネルギー導入のあり方に関する検討会委員（〜2015年3月）。
- 2015年4月：都留文科大学文学部社会学科教授（〜2018年3月）。
- 2017年8月：深谷市分散型エネルギー面的利用システム事業化検討委員会委員長（〜2018年1月）。
- 2018年1月：外務省気候変動に関する有識者会合メンバー（〜2018年4月）。
- 2018年4月：都留文科大学教養学部地域社会学科教授（〜2023年3月）。
- 2020年12月：内閣府再生可能エネルギー規制総点検タスクフォース委員。
- 2021年10月：都留市行政改革推進委員会委員（〜2022年11月）。
- 2023年3月：消費者庁電気料金アドバイザー。
- 2023年4月：法政大学社会学部社会政策科学科教授。

## 主張
大手電力会社によるカルテルについて、罰則の明記・厳罰化に加え、大手電力グループから送配電事業を資本面で切り離す「所有権分離」が必要だとしている。

## 著作

### 著書
- 『エネルギー転換の国際政治経済学』（日本評論社、2021年1月）
- 『電力自由化 ー 発送電分離から始まる日本の再生』（日本経済新聞出版社、2011年10月）
- 『イノベーションと政治学 ー 情報通信革命〈日本の遅れ〉の政治過程』（勁草書房、2009年6月）

### 論文
- （（「再生可能エネルギー推進政策の日独比較 ー 日本の課題」））『環境情報科学 第47巻 第2号』（環境情報科学センター、2018年6月）
- （（「自治体経営から見たエネルギー自治 〜エネルギー事業の公共性と事業性〜」））『都市とガバナンス 第2号』（日本都市センター、2016年9月）
- （（「電力自由化は原子力政策を阻害するか？ 〜 国策と競争の狭間で」））『公共政策研究 第14号』（日本公共政策学会、2014年12月）
- （（「内閣官房の研究 ー 副長官補室による政策の総合調整の実態」））『年報行政研究 第4巻 第2号』（日本行政学会、2010年5月）
- （（「総理主導の政治における諮問機関の役割 〜 IT戦略会議を事例に」））『公共政策研究 第8号』（日本公共政策学会、2008年11月）
- （（「郵政省と通産省の省内資源配分の転換 〜 情報化をめぐって」））『日本政治研究 第4巻 第2号』（木鐸社、2007年7月）